# SN 1965O
SN 1965O – niepotwierdzona supernowa odkryta 8 stycznia 1965 roku w galaktyce A120224+4955. W momencie odkrycia miała maksymalną jasność 17,50m.